# Arsen Karadziordziewić
Arsen Karadziordziewić, serb. Арсеније Карађорђевић, serb.-chorw. Arsenije Karađorđević, ros. Арсе́ний Алекса́ндрович Карагео́ргиевич (ur. 16 kwietnia 1859 w Timișoarze, zm. 19 października 1938 w Paryżu) – tytularny książę Serbii, następnie Jugosławii, z rodu Karadziordziewiciów, generał major w służbie rosyjskiej i serbskiej w stopniu generała dywizji.

## Życiorys
Urodził się jako najmłodsze dziecko Aleksandra (1806–1885), byłego księcia Serbii, i jego żony Persydy Nenadović (1813–1873). Miał liczne rodzeństwo: siostry Poleksję (1833–1914), Kleopatrę (1835–1855), Helenę (1846–1867) i Elżbietę (1850), oraz braci Aleksego (1836–1841), Swetozara (1841–1847), Piotra (1844–1921), Andrzeja (1848–1868) i Jerzego (1856–1889). Urodził się na Węgrzech, gdzie jego ojciec przebywał na emigracji politycznej.
W 1869–1876 kształcił się w Lycée Girard w Paryżu, po czym wstąpił do Legii Cudzoziemskiej. W 1884–1885 wziął udział w wojnie chińsko-francuskiej, służąc w armii drugiej ze stron. 12 grudnia 1886 zaciągnął się do szwadronu kawalerii Armii Imperium Rosyjskiego, służąc w stopniu ułana. 1 lipca 1887 został awansowany na podoficera. 1 października tego samego roku złożył przysięgę na wierność carowi. Następnie odbył studia w Konstantynowskiej Szkole Artyleryjskiej w Petersburgu, gdzie 9 sierpnia 1888 złożył egzamin oficerski z promocją na korneta. W 1892 awansował na pułkownika. 27 marca 1895 został zwolniony ze służby w stopniu sierżanta sztabowego. Wraz z rozpoczęciem wojny rosyjsko-japońskiej, 19 lutego 1904 został mianowany esaułem z przydziałem do 1 czytańskiego pułku kawalerii. 7 marca tego samego roku został dowódcą tego oddziału. Za wybitne zasługi w walce z Japończykami 22 sierpnia 1904 zaliczono go do Starszyzny Kozackiej z awansem do stopnia lejtnanta. 13 maja 1906 zwolniono go ze służby, pozostawiając formalnie na stanowisku dowódcy.
Na wieść o kryzysie bośniackim w 1908 wyjechał do Serbii i osiadł w Belgradzie. W 1911 przystąpił do organizacji „Czarna Ręka”. Jako generał dywizji armii serbskiej wziął udział w pierwszej i drugiej wojnie bałkańskiej. Zwycięsko dowodził w bitwach pod Kumanowem, Bitolą i Bregalnicą. Wzrost popularności księcia Arsena skłonił jego brata, króla Piotra I Wyzwoliciela, aby nakazać mu emigrację.
Powrócił więc do Rosji. Wraz z wybuchem I wojny światowej, 28 października 1914 mianowano go dowódcą 2 bryg. w 2 dyw. kawalerii. 6 grudnia tego samego roku został awansowany na generała majora. 6 października 1915 dostał przydział do korpusu urzędniczego Kijowskiego Okręgu Wojskowego. 8 kwietnia 1916 przeniesiony do rezerwy z promocją zatrudnienia w Petersburskim Okręgu Wojskowym. W 1917, w wyniku rewolucji bolszewickiej, został osądzony i skazany na banicję. Osiadł w Paryżu, gdzie zmarł w 1938. Został pochowany w cerkwi św. Jerzego w Topoli 28 października tego roku.

## Rodzina
1 maja 1892 w Petersburgu poślubił Aurorę Pawłownę Demidową (1873–1904), córkę Pawła Pawłowicza (1839–1885), księcia San Donato, i Jeleny Pietrownej Trubeckiej (1853–1917). Małżeństwo rozwiodło się 26 grudnia 1896. Ze związku pochodzi jedyny syn Arsena:
- Paweł (1893–1976) ⚭ Olga Glücksburg (1903–1997), córka Mikołaja (1872–1938), księcia greckiego i duńskiego, oraz Heleny Władimirownej Romanowej (1882–1957), wielkiej księżnej rosyjskiej[5].

## Odznaczenia
- Kawaler Orderu św. Włodzimierza, IV kl. (7 marca 1904),
- Kawaler Orderu św. Stanisława, II kl. (22 sierpnia 1904),
- Broń Złota (22 sierpnia 1904),
- Medal „Pamięci wojny rosyjsko-japońskiej” (13 maja 1906),
- Kawaler Orderu Gwiazdy Jerzego Czarnego (1 listopada 1912), Kawaler Krzyża Wielkiego,
- Kawaler Krzyża Orderu św. Jerzego, IV kl. (6 grudnia 1914),
- Kawaler Orderu Ducha Świętego (1920)[8],
- Kawaler Krzyża Wielkiego Orderu Korony Jugosłowiańskiej (1930),
- Komandor Orderu Karola I.

## Genealogia
| Prapradziadkowie                   | N. Jovanović (?–?) ∞? ? (?–?)                                           | N. Živković (?–?) ∞? ? (?–?)                                            | N. Jovanović (?–?) ∞? ? (?–?)                                           | ? (?–?) ∞? ? (?–?)                                                      | N. Nenandović (?–?) ∞? ? (?–?)                                              | ? (?–?) ∞? ? (?–?)                                                          | N. Milovanović (?–?) ∞? ? (?–?)                                             | ? (?–?) ∞? ? (?–?)                                                          |
| Pradziadkowie                      | Petar Jovanović (?–?) ∞? Marica Živković (ok. 1740–?)                   | Petar Jovanović (?–?) ∞? Marica Živković (ok. 1740–?)                   | Nikola Jovanović (?–?) ∞? ? (?–?)                                       | Nikola Jovanović (?–?) ∞? ? (?–?)                                       | Jakov Nenandović (1765–1836) ∞? ? (?–?)                                     | Jakov Nenandović (1765–1836) ∞? ? (?–?)                                     | Mladen Milovanović (1760–1823) ∞? ? (?–?)                                   | Mladen Milovanović (1760–1823) ∞? ? (?–?)                                   |
| Dziadkowie                         | Jerzy Czarny (1768–1818) ∞1706 Jelena Jovanović (1771–1842)             | Jerzy Czarny (1768–1818) ∞1706 Jelena Jovanović (1771–1842)             | Jerzy Czarny (1768–1818) ∞1706 Jelena Jovanović (1771–1842)             | Jerzy Czarny (1768–1818) ∞1706 Jelena Jovanović (1771–1842)             | Jevrem Nenandović (1793–1864) ∞ok. 1812 Jovanka Milovanović (1797–ok. 1840) | Jevrem Nenandović (1793–1864) ∞ok. 1812 Jovanka Milovanović (1797–ok. 1840) | Jevrem Nenandović (1793–1864) ∞ok. 1812 Jovanka Milovanović (1797–ok. 1840) | Jevrem Nenandović (1793–1864) ∞ok. 1812 Jovanka Milovanović (1797–ok. 1840) |
| Rodzice                            | ks. Serbii, Aleksander (1806–1885) ∞1830 Persyda Nenandović (1813–1873) | ks. Serbii, Aleksander (1806–1885) ∞1830 Persyda Nenandović (1813–1873) | ks. Serbii, Aleksander (1806–1885) ∞1830 Persyda Nenandović (1813–1873) | ks. Serbii, Aleksander (1806–1885) ∞1830 Persyda Nenandović (1813–1873) | ks. Serbii, Aleksander (1806–1885) ∞1830 Persyda Nenandović (1813–1873)     | ks. Serbii, Aleksander (1806–1885) ∞1830 Persyda Nenandović (1813–1873)     | ks. Serbii, Aleksander (1806–1885) ∞1830 Persyda Nenandović (1813–1873)     | ks. Serbii, Aleksander (1806–1885) ∞1830 Persyda Nenandović (1813–1873)     |
| Arsen Karadziordziewić (1859–1938) |                                                                         |                                                                         |                                                                         |                                                                         |                                                                             |                                                                             |                                                                             |                                                                             |